# Epichnopterix montana
Epichnopterix montana är en fjärilsart som beskrevs av Franciscus J.M. Heylaerts 1900. Epichnopterix montana ingår i släktet Epichnopterix och familjen säckspinnare. Inga underarter finns listade i Catalogue of Life.